# Пугачова Катерина Макарівна
Катерина Макарівна Пугачова (рос. Екатерина Макаровна Пугачёва; 30 липня 1928) — передовик радянського сільського господарства, доярка Боровського дослідно-виробничого господарства Сибірського науково-дослідного проектного та технологічного інституту тваринництва, Новосибірська область, Герой Соціалістичної Праці (1971).

## Біографія
Народилася в 1929 році в селі Мале Шляпово, Ординського району Новосибірської області в російській селянській родині.
До початку Другої світової війни Катерина встигла завершити навчання у трьох класах сільської школи. У 1942 році почала свою трудову діяльність. Працювала нарівні з дорослими до самого закінчення війни.
У 1945 році перейшла працювати дояркою. У 1953 всіх мешканців, через підтоплення, переселили в село Берегове Новосибірського району. У роки 8-ї, 9-ї та 10-ї п'ятирічки вона домагалася значних виробничих результатів. Одна з перших змогла надоїти 5000 кілограмів молока в середньому від однієї корови.
Указом Президії Верховної Ради СРСР від 8 квітня 1971 року за отримання високих показників у сільському господарстві і рекордні надої молока Катерині Макарівні Пугачовій присвоєно звання Героя Соціалістичної Праці з врученням ордена Леніна і медалі «Серп і Молот».
Продовжувала працювати в господарстві, показувала високі виробничі результати. З 1980 року на заслуженому відпочинку. Член КПРС. З 1962 по 1978 роки була депутатом Борівської сільської ради.
Проживає в селі Берегове Новосибірського району.

## Нагороди
- золота зірка «Серп і Молот» (08.04.1971)
- орден Леніна (08.04.1971)
- Медаль «За доблесну працю у Великій Вітчизняній війні 1941—1945 рр.» (06.06.1945)
- інші медалі.